# Brenham
Brenham er en amerikansk by og administrativt centrum for det amerikanske county Washington County i staten Texas. Den har et indbyggertal på 17.369 (2020) indbyggere.